# Affaire Hulot
L'affaire Hulot est une affaire politique et judiciaire française concernant une accusation de viol émise en 2008 à l'encontre de Nicolas Hulot, personnalité médiatique et politique, pour des faits commis en 1997, et qui émerge en 2018.
Elle est relancée en 2021 par la publication de nouveaux éléments et la diffusion d'un reportage d'Envoyé spécial, dans lequel six autres femmes, dont une mineure au moment des faits, accusent Nicolas Hulot de viol et d'agressions sexuelles entre 1989 et 2008. Nicolas Hulot réagit en niant les faits dont il est accusé, et en annonçant qu'il quitte « définitivement la vie publique ».
En octobre 2022, l'émission Mécaniques du journalisme revient en quatre épisodes sur les nombreux obstacles politiques et médiatiques qui se sont dressés face aux journalistes et leurs sources, ce qui s'est traduit par des pressions, des renoncements (faillite du jeune journal Ebdo), ou des actes d'intimidation.

## Faits
En juin 1997, Nicolas Hulot, alors célèbre présentateur de l'émission de télévision Ushuaïa et âgé de 42 ans, acquiert une grande maison en Corse. Il propose l'exclusivité de photographies de la demeure à l'agence photographique Sipa Press. À l'époque Pascale Mitterrand, âgée de 19 ans, est dépêchée seule pour réaliser un reportage pendant quatre jours. Il s'agit de la fille de Gilbert Mitterrand et, par conséquent, la petite-fille de l'ancien président de la république française : François Mitterrand.
À la suite de ce travail, les photographies ne sont pas publiées et elle abandonne le photojournalisme. En juillet 2008, elle dépose plainte pour viol pour des faits commis onze ans plus tôt. Ils sont alors prescrits depuis un an ; elle déclare en 2018 au journal Ebdo qu'elle tenait « à ce qu'il sache la façon dont j'avais vécu les choses ». Nicolas Hulot est toutefois entendu un mois plus tard, à sa demande, par la gendarmerie de Saint-Malo (Ille-et-Vilaine). Il convient d'une relation sexuelle, mais nie toute contrainte. La plainte est classée sans suite en octobre 2008.

## Déroulement de l'affaire

### Premières révélations par l'Ebdo
Le 9 février 2018, le jeune magazine Ebdo révèle dans son cinquième numéro la plainte déposée dix ans plus tôt à l'encontre de Nicolas Hulot, alors qu'il est ministre de la Transition écologique. L'article est cependant flou sur la date des faits, leur déroulement et le contenu précis de la plainte. Par la suite, d'autres médias révèlent l'identité de la plaignante, une petite-fille de François Mitterrand,.
Nicolas Hulot réagit dès la veille de la publication dans un entretien accordé à Jean-Jacques Bourdin sur RMC. Il nie les faits, dénonce des « rumeurs » et évoque « un cauchemar » pour lui et sa famille,. Il bénéficie du soutien de la majorité présidentielle ; la secrétaire d'État chargée de l'Égalité entre les femmes et les hommes Marlène Schiappa, le Premier ministre Édouard Philippe et le président de la République Emmanuel Macron s'expriment en sa faveur. Hulot annonce déposer plainte pour diffamation contre l'Ebdo avant de se rétracter.
Au sein de la presse, les médias ne rebondissent pas au-delà de l'annonce de la révélation par l'Ebdo et aucune autre enquête n'est publiée. La presse se montre critique envers le nouveau journal d'investigation, lui reprochant la fragilité de son article. Les ventes avaient déjà commencé à chuter et Ebdo disparaît en mars 2018.
Après la parution du premier article, ses auteurs ont été sollicités par plusieurs femmes à propos de Nicolas Hulot, sans qu'aucune information n'ait été publiée par la suite.

### Relance de l'affaire en septembre 2021
L'affaire est relancée en septembre 2021 avec la publication de nouveaux éléments par le journaliste Jean-Michel Aphatie, dans son ouvrage Les Amateurs. Il publie un extrait d'une conférence donnée par la journaliste et biographe de Nicolas Hulot Bérengère Bonte en mars 2018 à Live Magazine, un mois après la révélation de l'affaire. Elle donne le témoignage du directeur de l'agence Sipa Press Gökşin Sipahioğlu, qui a envoyé la photographe en Corse : « Je rencontre Sipahioğlu le 26 novembre 2009, chez lui. […] Dans la conversation, il revient toujours sur son sujet de prédilection : les femmes. Il me parle de mes yeux. Il me dit : « Fais attention », et il me parle des yeux d'une autre femme qu'il a lui-même envoyée chez Nicolas Hulot. Sipa me décrit cette apprentie photographe. Elle a dix-neuf ans, elle est jeune et belle. Il me dit : « Elle est belle comme vous », et il rit. […] « Nicolas Hulot, un jour, voit dans un journal que la petite-fille de Mitterrand est photographe à Sipa Press. Il a vu la photo, il m'a appelé tout de suite : « Est-ce que tu peux m'envoyer cette fille pour faire un reportage ? » » [...] Elle, elle ne veut pas y aller. Elle veut être accompagnée. Ce que Sipa dit à Hulot, mais Hulot lui dit : « Non, non, elle vient toute seule. » Et Sipa conclut : « Elle est partie une semaine chez lui, en Corse, il ne l'a pas laissée faire des photos à l'intérieur. Mais elle était contente, elle a dit que c'était bien. » Ce que j'avais à peine relevé, et que j'entends à la réécoute, c'est qu'il dit que c'était une expérience pour elle, et il ajoute : « Lui a sans doute passé un bon moment mais il n'a pas donné l'exclusivité de la maison,. » »
Jean-Michel Aphatie relève également que dans la biographie de Bérangère Bonte, Sain Nicolas, publiée en 2010 aux éditions du Moment, elle écrit : « Quand le dictaphone s'éteint, l'immense majorité des interlocuteurs finit toujours par lâcher : « Vous ne pouvez pas faire une biographie de Nicolas sans évoquer cet aspect du personnage. » Ils ou elles parlent de jeunes anonymes, assistantes d'émission, stagiaires ou de jeunes femmes issues de la sphère publique : une petite-fille de François Mitterrand, apprentie photographe, qui passe une semaine chez lui sans ramener un seul cliché, et aussi une fille de ministre courtisée à la limite du harcèlement, et d'autres, impossibles à citer ici. » Aphatie affirme que le nom de la « ministre courtisée à la limite du harcèlement » est connu par la « coulisse politique […] sous le manteau ».
Aphatie engage ensuite une tournée médiatique durant laquelle il dénonce une « absence de curiosité rare » des journalistes, qui aurait conduit à une omerta médiatique,.
Le 29 septembre 2021, alors que Nicolas Hulot est en conférence aux Assises du journalisme à l'université de Tours, il est interrompu par des militantes féministes qui font irruption sur scène puis perturbent la conférence depuis l'extérieur. Sa présence entraîne aussi le boycott des Assises par la revue féministe La Déferlante. Hulot quitte finalement la conférence,,.

### Reportage d'Envoyé spécialdiffusé en novembre 2021
En novembre 2021, six femmes accusent Nicolas Hulot d'agressions sexuelles et de viol dans un reportage de l'émission de télévision Envoyé spécial, diffusé le 25 novembre 2021 sur France 2. Elles l'accusent d’agressions sexuelles et de viol qui auraient été commis entre 1989 et 2008 ; l'une d'entre elles était mineure au moment des faits,,.
Selon Le Parisien et l'équipe d'Envoyé spécial, le déroulement de l'enquête a duré quatre ans d'une manière strictement confidentielle. Cette enquête a été menée par la journaliste Virginie Vilar et les équipes d'Envoyé spécial. La journaliste et présentatrice de l'émission, Élise Lucet, a refusé toute projection à la presse avant la diffusion au grand public. Dès la veille de la diffusion, Nicolas Hulot nie les accusations sur BFM TV ; il déclare quitter « définitivement la vie publique » pour protéger ses proches, mais refuse de s’exprimer dans l'émission d'Envoyé spécial,. Marine Turchi explique dans Mediapart qu'il s'agit d'une stratégie médiatique typique (aussi mise en œuvre avant lui par Patrick Poivre d’Arvor, Luc Besson, Roman Polanski, Dominique Strauss-Kahn, Juan Branco, etc.) qui consiste à contre-attaquer dans un média complaisant, qui n'apporte aucune contradiction. L'expression « tribunal médiatique » est aussi utilisée classiquement pour dénigrer le journalisme d'investigation. Nicolas Hulot quitte également la présidence de sa fondation,.
En marge du reportage, Maureen Dor affirme elle aussi avoir été sexuellement agressée par Nicolas Hulot alors qu'elle n'avait que dix-huit ans,. Une des femmes ayant témoigné dans le reportage, mineure au moment des faits, dépose une plainte pour viol fin novembre.

#### Polémique
Face à ces accusations, Nicolas Hulot se défend en invoquant l'idée d'un « tribunal médiatique ».
Virginie Vilar, la réalisatrice du reportage, justifie son travail : « Dire à des journalistes qui font simplement leur travail — recueil de témoignages, vérification journalistique de recoupement, de contradictoire, qui proposent à Monsieur Hulot une interview, qui proposent à ses avocats une interview — de faire un tribunal médiatique, je ne comprends pas. Ce n’est pas un tribunal, ça s’appelle une enquête journalistique. »
Le 25 novembre, le garde des sceaux rappelle qu'il incombe à l’institution judiciaire de « rendre des décisions de culpabilité ou d’innocence ».

## Enquête
Le 26 novembre 2021, lendemain de la diffusion du reportage d'Envoyé spécial, le tribunal judiciaire de Paris ouvre une enquête préliminaire pour viol et agressions sexuelles afin de « déterminer si les faits dénoncés peuvent caractériser une infraction pénale et si, au vu de leur ancienneté, la prescription de l'action publique est acquise ». En septembre 2022, le Parquet de Paris annonce le classement sans suite de l'enquête pour cause de prescription de l'action publique.

## Conséquences
Nicolas Hulot annonce son retrait définitif de la vie publique, pour « protéger ses proches et sa fondation ».
Le 27 novembre 2021, Matthieu Orphelin, longtemps proche de Nicolas Hulot, est mis en retrait de la campagne présidentielle de Yannick Jadot, et est remplacé par Delphine Batho.